# UMass Lowell River Hawks

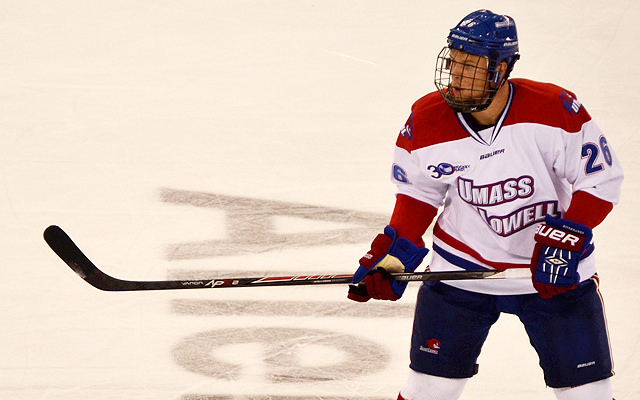
Christian Folin när han spelade för dem.

UMass Lowell River Hawks är en idrottsförening tillhörande University of Massachusetts Lowell och har som uppgift att ansvara för universitetets idrottsutövning.

## Idrotter
River Hawks deltager i följande idrotter:
| Herrar - Baseboll - Basket - Fotboll - Friidrott - Ishockey - Lacrosse - Terränglöpning | Damer - Basket - Fotboll - Friidrott - Lacrosse - Landhockey - Softboll - Terränglöpning - Volleyboll |

## Idrottsutövare

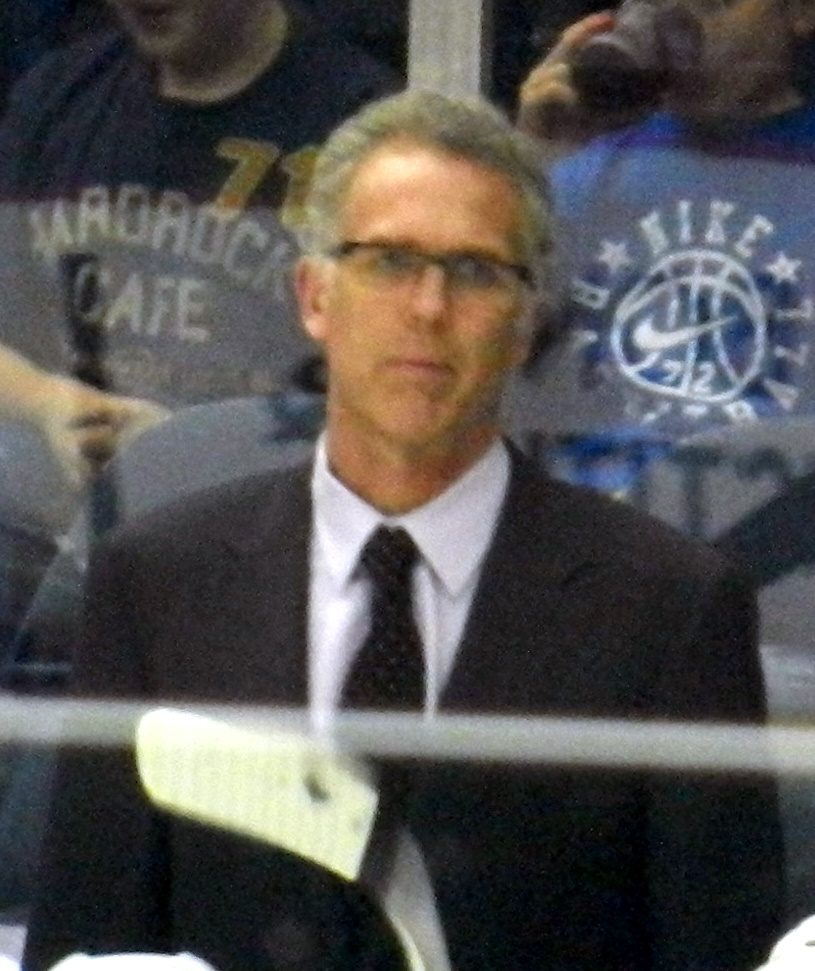
Craig MacTavish.

| Ishockey - Kevin Boyle - Lucas Condotta - Christian Folin - Joe Gambardella - Ron Hainsey - Connor Hellebuyck - Ben Holmstrom - Carter Hutton | - Michael Kapla - Andre Lee - Craig MacTavish - Dwayne Roloson - Chad Ruhwedel - Ben Walter - Scott Wilson Rodd - Shelagh Donohoe |